# Leonard Lance
Leonard J. Lance, né le 25 juin 1952 à Easton (Pennsylvanie), est un homme politique américain, élu républicain du New Jersey à la Chambre des représentants des États-Unis de 2009 à 2019.

## Biographie

### Études et carrière locale
Leonard Lance étudie le droit à l'université Lehigh, l'université Vanderbilt puis à Princeton. Il devient avocat et assistant de justice.
Après un premier échec lors des primaires en 1987, il est élu à l'Assemblée générale du New Jersey à partir de 1991. Il tente d'obtenir l'investiture républicaine pour la Chambre des représentants des États-Unis en 1996, alors que le sortant Dick Zimmer est candidat au Sénat. Il est battu lors des primaires par Mike Pappas (en). En 2004, il quitte l'Assemblée pour se faire élire au Sénat du New Jersey, où il dirige la minorité républicaine.

### Représentant des États-Unis
Lance obtient l'investiture républicaine pour la Chambre des représentants en 2008, devançant six autres candidats pour succéder à Mike Ferguson (en). Il est élu représentant des États-Unis dans le 7e district avec 50,2 % des voix, devant la démocrate Linda Stender (42,2 %). Entre 2010 et 2014, il est réélu tous les deux ans avec plus de 57 % des suffrages. Lance est reconduit pour un nouveau mandat en 2016 avec 11 points d'avance sur son adversaire démocrate alors qu'Hillary Clinton remporte son district d'un point face à Donald Trump.
Bien qu'il fasse campagne sur sa modération, en mettant en avant ses votes contre la réforme fiscale et la réforme de la santé votées par la majorité républicaine de la Chambre, il aborde les élections de 2018 dans une situation difficile. Il lève deux fois moins de fonds que son adversaire démocrate Tom Malinowski et pâtit de impopularité de Donald Trump dans l'État. Malinowski est élu finalement représentant avec 51,7 % des voix contre 46,7 % pour Lance. Sa défaite s'inscrit dans un contexte de vague démocrate dans le New Jersey, dont la délégation à la Chambre passe de cinq républicains et sept démocrates à un seul républicain pour onze démocrates.